# Villa y Tierra de Sepúlveda

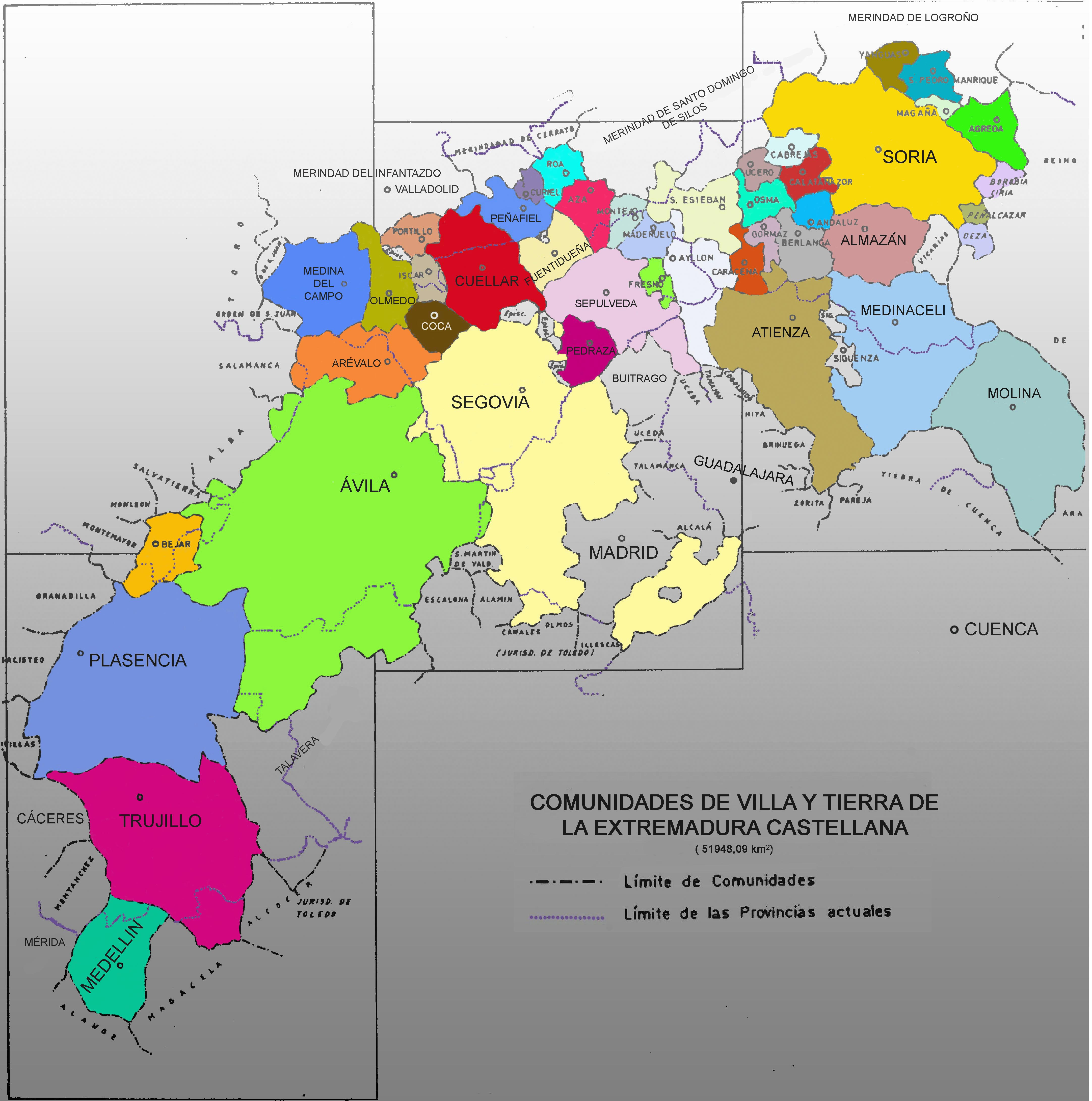
Comunidades de Villa y Tierra

La Villa y Tierra de Sepulveda és una comarca de la província de Segòvia, en la comunitat de Castella i Lleó, (Espanya). Se situa entre els rius Duratón i Castilla. Té una extensió de 1334 km² i està situada a una altura relativa de 1.049 metres de mitjana sobre el nivell del mar. Engloba actualment 39 municipis que es corresponen amb 52 poblacions. Es troba habitat per aproximadament 12.000 habitants. El seu capital se situa en la vila de Sepúlveda.

## Història
Històricament, la Comunitat de Vila i Terra era una institució política castellana, un ens jurídic autònom que va néixer lliurement com un sistema d'autogovern que distribuïa justícia i autoritat entre els seus veïns i ordenava en comunitat l'aprofitament de les aigües, de les terres i de les pinedes. Es va formar amb la suma d'antics costums més les necessitats pròpies de l'època. La Comunidadde Villa y Tierra de Sepúlveda es considera una adaptació històrica d'aquelles petites repúbliques que en l'època romana es coneixien amb el nom de Cúries, en l'Edat Mitjana amb el de Concejos o Comuns, i actualment com Comunitat.
La seva fundació es perd en l'antiguitat, suposant-se, fonamentalment, és anterior a la confirmació de la seva cèlebre Fur a la Vila de Sepúlveda pel rei Alfons VI el 1076 de l'era hispànica, o sigui 1036 de l'era cristiana. Va néixer arran de la repoblació efectuada per Alfons VI, quan van sorgir els grans Concejos al llarg de la línia del sud del Duero. Interessos comuns de diverses poblacions van fer que aquestes s'agrupessin en una Comunitat. Més tard, el rei Alfons VIII de Castella va donar suport i vigor a aquests grans concejos.
El territori de la Comunitat era propietat del Concejo. La Comunitat consistia en un petit estat amb fur propi que formava una unitat territorial convenient, amb obligacions en mancomunitat. Estava regida pel Concejo i en ell havia una representació del rei en la figura d'un delegat reial o regidor.

### Divisió geogràfic-administrativa
La Comunitat de Sepúlveda es va dividir en 8 ochavos (8 parts): 
- Ochavo de Sepúlveda, la vila de Sepúlveda per sí sola.
- Ochavo de Cantalejo, Cantalejo, San Pedro de Gaillos, Cabezuela, Fuenterrebollo, Sebúlcor, Aldeonsancho, Valdesimonte, Rebollar, Aldealcorvo i Villar de Sobrepeña.
- Ochavo de Prádena, Condado de Castilnovo, Prédena, Casla, Sigueruelo, Santa Marta del Cerro, Perorrubio, Castroserna de Abajo, Castroserna de Arriba, Valleruela de Sepúlveda y Ventosilla i Tejadilla.
- Ochavo de las Pedrizas i Ochavo de Valdenavares, Urueñas, Castrillo de Sepúlveda, Villaseca, Hinojosas del Cerro, Navalilla, Carrascal del Río, Valle de Tabladillo, Castrojimeno, Castroserracín, Navares de Ayuso, Navares de Enmedio, Navares de las Cuevas i Ciruelos.
- Ochavo de la Sierra y Castillejo, Cerezo de Arriba, Castillejo de Mesleón, Duratón, Sotillo, Duruelo, Siguero, Cerezo de Abajo i Santo Tomé del Puerto.
- Ochavo de Bercimuel, Bercimuel, Pajarejos, Grajera, Fresno de la Fuente, Encinas, Aldeonte, Barbolla, Boceguillas i Turrubuelo.

El vuitè ochavo eren les terres situades a l'altre costat de la serra, Somosierra i Robregordo, avui pertanyents a Madrid i Colmenar de la Sierra, El Cardoso de la Sierra i El Vado avui a la província de Guadalajara. A més les comunitats de Fresno de Cantespino (separada en el segle XII) i Maderuelo i la vila de Riaza van estar inicialment sota la seva àrea d'influència. A cada ochavo hi havia un "procurador de Terra". Tots aquests procuradors eren els representants i portadors de la veu de tots els llogarets. Eren la seva representació davant la llei.

## Fur Extens
Ordenament jurídic pel qual es regirien els 38 municipis que integren la comunitat en l'Edat Mitjana i que va ser ratificat per Ferran IV de Castella en 1305. El programa d'actes de la commemoració del setè centenari de la promulgació d'aquest text jurídic va donar començament el dissabte en el Teatre Bretón de Sepúlveda amb la presentació del llibre La Comunidad de Villa y Tierra de Sepúlveda, escrit per Diego Conte, Augusto Conte i María del Mar García, i de les actes del primer simposi Els Furs de Sepúlveda, celebrat a l'octubre de 2004. Els actes van començar al migdia amb la celebració de la tradicional Missa de la Minerva que repeteix la Cofradia del Senyor els tercers diumenges de cada mes a l'església d'El Salvador (B.I.C.), on el Santísimo Salvador recorre solemnement baix pal·li el pòrtic en processó als redoblaments del tambor. Després en santuari de la Verge de la Penya, patrona de la Comunitat, prop d'un miler de persones van acompanyar als 38 alcaldes, que van realitzar una ofrena floral. El manuscrit del Fur Extens, escrit en castellà antic, va estar exposat en el Saló de Plens de l'Ajuntament de Sepúlveda.

## Municipis
Municipis que pertanyen a la comarca en l'actualitat:
- Aldealcorvo
- Aldeonte
- Barbolla
- Bercimuel
- Boceguillas
- Cabezuela
- Cantalejo
- Carrascal del Río
- Casla
- Castillejo de Mesleón
- Castrojimeno
- Castroserna de Abajo
- Castroserracín
- Cerezo de Abajo
- Cerezo de Arriba
- Ciruelos (Carabias)
- Condado de Castilnovo (comprèn les localitats de Villafranca, Valdesaz, La Nava i Torrecilla.)
- Duruelo
- Encinas
- Fresno de la Fuente
- Fuenterrebollo
- Grajera
- Navalilla
- Navares de Ayuso
- Navares de Enmedio
- Navares de las Cuevas
- Pajarejos
- Prádena
- San Pedro de Gaíllos
- Santa Marta del Cerro
- Santo Tomé del Puerto (comprèn les localitats de Villarejo, Siguero, Sigueruelo, La Rades del Puerto i Rosuero.)
- Sebúlcor
- Sepúlveda
- Sotillo
- Urueñas
- Valle de Tabladillo
- Valleruela de Sepúlveda
- Ventosilla y Tejadilla

## La Comarca del Nord-est de Segòvia
A la web del sindicat agrari ASAJA s'afirma que la comarca de Sepúlveda o Nord-est de Segòvia té 2.145 km² i està formada pels municipis, endemés dels assenyalats, pels d'Aldeanueva de la Serrezuela, Aldehorno, Honrubia de la Cuesta, Montejo de la Vega de la Serrezuela, Torreadrada, Valdevacas de Montejo i Villaverde de Montejo, així com pels de la Comunidad de Villa y Tierra de Ayllón, Comunidad de Villa y Tierra de Fresno de Cantespino i Comunidad de Villa y Tierra de Maderuelo.